# Estúdio Dreher

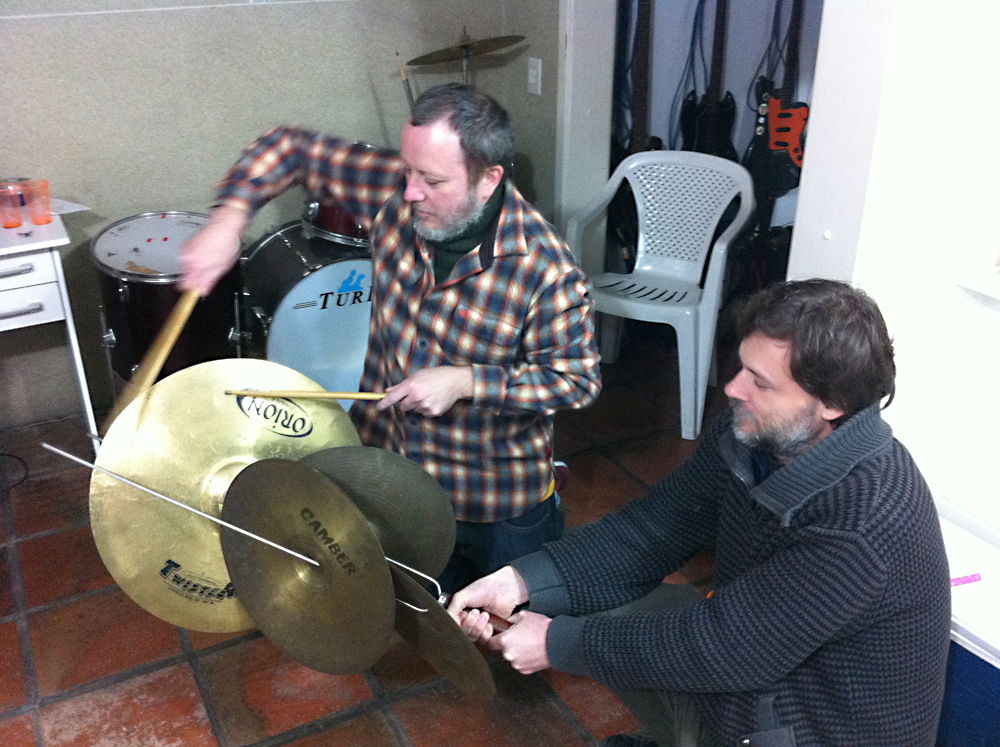
Diego Medina e Thomas Dreher fazendo uma gravação na casa de Diego.

Estúdio Dreher é um estúdio de gravação e produção musical de Porto Alegre, no Brasil.
Foi fundado em 1995 por Carlos Dreher, que já tinha larga experiência no ramo como músico e diretor da Fundação ISAEC de Comunicação, entidade importante na história da produção musical da Igreja Evangélica de Confissão Luterana no Brasil, da qual Carlos é pastor. Seus filhos Thomas e Gustavo, ambos músicos, respondiam pela parte técnica. Apesar tornar-se mais conhecido como um estúdio dedicado ao pop e ao rock, segundo Daniel Hunger, "até 2003, quando reforma-se o Centro de Multimídia da Faculdades EST, foram responsáveis por praticamente toda a produção musical da Igreja Luterana na região da Grande Porto Alegre".
O estúdio rapidamente ganhou fama pela qualidade do seu serviço e pela grande sintonia dos irmãos Dreher com as intenções das bandas, inaugurando uma nova e criativa forma de relacionamento entre autores e técnicos, sendo o principal a surgir na cidade em um período de grande proliferação de espaços de gravação e selos independentes dedicados a todos os gêneros musicais. A partir de 1999 Gustavo passou a atuar principalmente entre o Rio de Janeiro e Brasília, continuando uma prestigiada carreira como músico, técnico de som e produtor, ganhando em 2017 o Prêmio Profissionais da Música na categoria Técnico de PA, mas permanecia colaborando ocasionalmente no estúdio porto-alegrense, enquanto Thomas assumia sua direção e também consolidava renome.

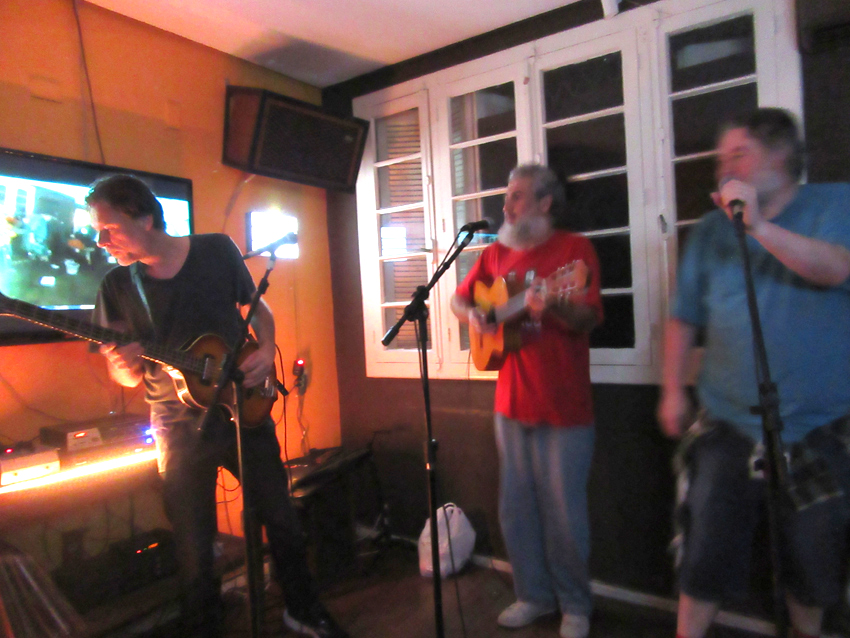
Thomas Dreher, Demétrio Panarotto e Roberto Panarotto. Show dos Irmãos Panarotto em 2019 em Porto Alegre.

Nas palavras de Frank Jorge, "pegamos uma época em que se tu dizia num estúdio 'faz assim', o produtor já vinha com um 'desse jeito eu não faço'. Somente a partir do estúdio do Thomas Dreher que essa situação começou a mudar mesmo". Elogiado como "clássico" e "lendário", hoje o estúdio é considerado um dos principais do sul do Brasil e tornou-se uma referência nacional, responsável pela gravação da maior parte da discografia de músicos e grupos destacados como Júpiter Maçã, Frank Jorge, Graforréia Xilarmônica, Ultramen, Wander Wildner, Replicantes e Cachorro Grande, entre outros. Thomas Dreher domina vários instrumentos e muitas vezes foi convidado para shows e participações especiais em discos desses grupos. Seu selo independente, Estúdio Dreher Discos, segundo a revista Senhor F possui "um dos mais ricos acervos do rock sulista".
Marcelo Moura, da banda brasiliense Rios Voadores, deixou um depoimento sobre a decisão de gravar em Porto Alegre e sua experiência no estúdio: "A ideia nasceu mais pelos discos que o Thomas e o Gustavo Dreher já tinham feito e que tinha tudo a ver com a cara que queríamos dar pro nosso album. Você já imaginou uma sessão de gravação, mix e master sem você ter que citar nenhuma referência para a produção? O nosso disco foi assim! E isso foi genial pra gente. Poupou um grande trabalho e o resultado taí, super mega blaster!" Seu colega Gaivota Naves complementou: "São tantos os nomes das bandas que rondavam nossa juventude e ainda giram na minha vitrola, como Plato Divorak, Marcelo Birck, Bidê ou Balde – todos gravados pelos irmãos Dreher. Então a escolha foi certeira, eles já sabiam que sonoridade tirar, as influências estavam na mesa". Alexandre Matias disse que Thomas "é conhecido por produzir nomes da estranha psicodelia gaúcha, como Jupiter Apple e Graforréia Xilarmônica, um Duprat dos pampas". O colunista Cardoso, escrevendo para a Folha de S.Paulo, assim falou sobre as sessões de gravação da banda Os Massa: "Entre churrascadas regadas a galões de tipos variados de aguardente e ervas típicas da região, clássicos eram criados e moldados pelas hábeis mãos de Thomas Dreher. Se esse nome não significa nada pra você, basta dizer que TODAS as bandas gaúchas já gravaram alguma coisa com ele. Nove entre dez músicos gaúchos o chamam de mestre".